# دوران گرمایشی قرون وسطی

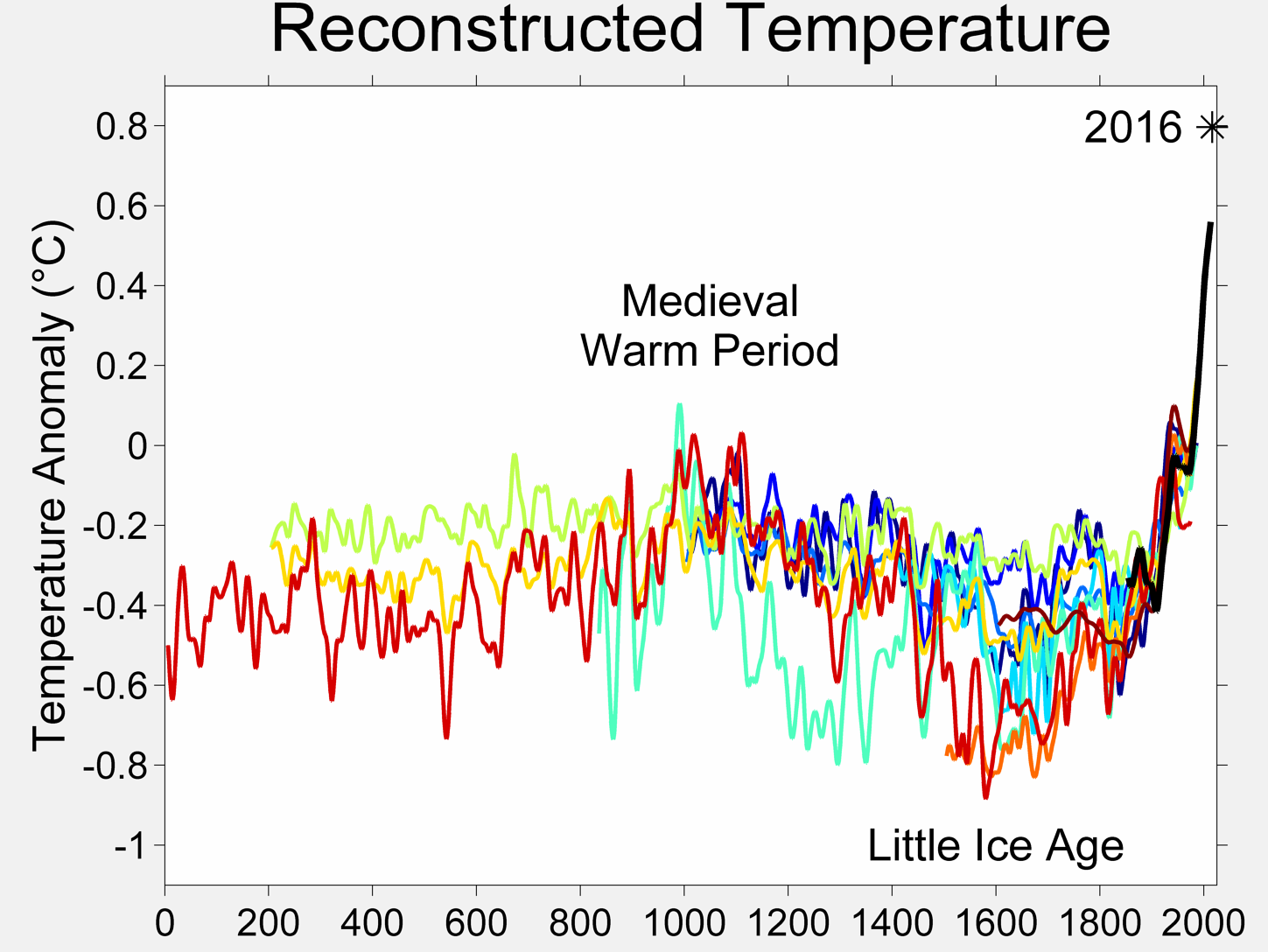
تغییرات دمایی در دوران گرمایش قرون وسطی

دوران گرمایشی قرون وسطی (انگلیسی: Medieval Warm Period) که با نام اختصاری (MWP) شناخته می‌شود، به دورانی از قرون وسطی گفته می‌شود که میزان دما در منطقه شمالی اقیانوس اطلس در بین سال‌های ۹۵۰ تا ۱۲۵۰ میلادی افزایش یافت و به‌خصوص در قرون وسطای میانه تاثیراتی در کشاورزی مناطق اروپا گذاشت. هرچند تغییر شرایط آب‌وهوا احتمالاً از قبل از ۱۰۰۰ میلادی شروع شده شده بود، دورهٔ میان سال‌های ۱۰۰۰ تا ۱۳۰۰ میلادی با بهبود شرایط جوی همراه گردید. افزایش اندک اما قابل توجه در درجه حرارت هوا، فصل رشد نباتات را قدری طولانی‌تر و بهتر کرد؛ این افزایش دما مخصوصاً برای مناطقی همچون اسکاندیناوی اهمیت داشت که اثرا سرما در آنجا محسوس‌تر بود. در برخی مناطق همچون انگلستان محصولاتی همچون مو برای اولین بار به بار آمدند که قبل از آن نیامده بودند که با تغییر وضعیت جوی بعد از سال ۱۰۰۰ میلادی محصولات کشاورزی افزایشی فوق‌العاده پیدا کردند.